# Antony Klobukowski
Antony Wladislas Klobukowski, né le 25 septembre 1855 à Auxerre et mort le 24 avril 1934 à Paris, est un diplomate français, gouverneur général de l’Indochine de 1908 à 1911.

## Origines familiales et premiers pas dans l'administration
Le père d’Antony, Romain Klobukowski, né en 1806, issu d’une famille de petite noblesse originaire de Wielgomłyny près de Łódź, lieutenant de cavalerie, a quitté la Pologne après l’insurrection de 1831 comme beaucoup d’officiers de l’armée vaincue pour s’installer en France.
Réfugié à Auxerre, Klobukowski devient professeur d’allemand au collège de la ville en dépit de sa connaissance plutôt sommaire de cette langue, tout en assurant, pour améliorer ses faibles revenus d’enseignant, un emploi de sous-chef de bureau à la Préfecture. Marié avec la fille d’un petit notable local de quinze ans sa cadette, Anne Colin, il aura cinq enfants dont Antony qu’il envoie étudier à l’école polonaise fondée à Bagneux puis aux Batignolles par le général Józef Dwernicki.
Revenu au lycée d’Auxerre pour préparer avec succès son baccalauréat, Klobukowski s’inscrit ensuite à l’université de Paris où il obtient une licence en droit. Il entre dans l’administration en octobre 1873, sans doute avec le soutien de relations familiales, par la toute petite porte d’un emploi de surnuméraire à la Préfecture d’Auxerre où il est titularisé en janvier 1875.
Klobukowski quitte le département de l’Yonne en décembre 1877 pour rejoindre les Deux-Sèvres. Il assure brièvement à Niort les fonctions de chef de cabinet du préfet puis passe en 1878 secrétaire en chef de la sous-préfecture de Parthenay. En août 1879, Klobukowski est envoyé dans le département de l’Aube comme chef de bureau puis est choisi, en novembre 1880, par le nouveau préfet de la Loire, Charles Thomson, pour être son chef de cabinet. La rencontre avec ce proche de Gambetta, naturellement lié aux républicains opportunistes alors en pleine ascension, va s’avérer déterminante pour la suite de son parcours.

## Entrée dans la carrière coloniale
En effet, lorsque Charles de Freycinet – qui sera ultérieurement un appui important pour Klobukowski - nomme Thomson gouverneur de Cochinchine en novembre 1882, ce dernier emmène avec lui son chef de cabinet pour qu’il assume à Saïgon les mêmes fonctions. Conservé sur ce poste après le départ de son protecteur, il continue à suivre, comme chargé de mission à la cour du Cambodge, la mise en œuvre du nouveau régime de protectorat que Thomson a signé avec le roi Norodom 1er en novembre 1884.
En avril 1886, la nomination du ministre Paul Bert, avec lequel, du fait de leur commune origine auxerroise, il entretient de longue date des liens solides, lui offre une nouvelle promotion. Le résident général de l’Annam et du Tonkin le choisit en effet comme directeur adjoint de cabinet, aux côtés de son gendre Joseph Chailley qui l’a accompagné en Indochine. Klobukowski peut, à ce poste stratégique, donner toute la mesure de ses compétences, dans une région qu’il découvre en profondeur.
En novembre 1886 la mort brutale de Paul Bert réduit à néant les projets ambitieux et innovants que ce dernier avait lancés depuis son arrivée dans la péninsule. Elle oblige aussi son directeur de cabinet à réviser ses plans de carrière. Nommé consul hors cadre, Klobukowski est alors chargé d’une mission au Siam au cours de laquelle il acquiert une très bonne connaissance de la région qui lui sera plus tard utile quand il y sera nommé diplomate.
À son retour, le gouvernement, afin de mieux organiser ses colonies d’Indochine, crée un gouvernorat général qu’il attribue en novembre 1887, pour la première fois, à Ernest Constans, ancien ministre de l’Intérieur. Nommé secrétaire général de la nouvelle administration, Klobukowski retourne en métropole en avril 1888, accompagnant le gouverneur au terme du mandat de six mois de mission que celui-ci avait obtenu avant son départ.
L’année suivante, nommé consul de France à Yokohama, il se lance définitivement dans la carrière diplomatique. C’est aussi le moment de son mariage – il a 34 ans – avec une des filles de Paul Bert, Pauline, ce qui le rapproche encore des milieux parlementaires et ministériels les plus en vue.

## Les grands honneurs diplomatiques
Quittant en 1896 le Japon pour l’Inde, Klobukowski devient alors ministre de France à Calcutta, poste qu’il conserve cinq ans. En 1901, tout en recevant le titre de Ministre plénipotentiaire, il est nommé à Bangkok, région qu’il connaît bien pour l’avoir parcourue lors de son séjour indochinois et dans laquelle il joue un rôle dans la stabilisation par traité des frontières entre le Siam et le Cambodge.
Deux ans plus tard, Klobukowski quitte l’Asie pour l’Amérique du Sud et commence alors par plusieurs postes successifs un périple diplomatique qui frappe par sa diversité géographique. Consul général à Lima au Pérou en 1903, il prend en 1906 la direction de la représentation française au Caire.
Restant peu de temps dans ce poste, il est chargé par le gouvernement, dès 1907, avec rang de ministre plénipotentiaire, d’une mission en Éthiopie auprès du roi Ménélik. Il rejoint Addis-Abeba à cheval en trois semaines, jouant sur la durée de ce voyage auprès du monarque pour le convaincre de la nécessité de moderniser les transports de son État. De fait, cette même année, en proie à des difficultés financières insolubles, la Compagnie des Chemins de fer Éthiopiens fait faillite. Elle est remplacée l’année suivante, avec le soutien appuyé de Klobukowski et celui d’investisseurs français, par la Compagnie du Chemin de fer Franco-Éthiopien qui reliera plus tard Addis-Abeba à Djibouti.
Très soutenu par son ami Clemenceau alors président du conseil, c’est au retour en France après son aventure éthiopienne en janvier 1908 que Klobukowski apprend par surprise sa nomination au poste de gouverneur général d’Indochine. Ce couronnement de sa carrière diplomatique lui permet de revenir sur une terre qu’il a certes quittée vingt ans auparavant mais qu’il connaît encore très bien.
Le nouveau gouverneur, suivant les préceptes de Paul Bert, à la suite de son prédécesseur Paul Beau, définit et met en œuvre une politique relativement respectueuse, selon les canons de l’époque, des peuples autochtones. Il crée ainsi un réseau d’écoles de filles et améliore les infrastructures sanitaires. Il adresse aussi régulièrement des rapports au gouvernement où tiennent une grande place le développement économique comme la gestion des forces politiques locales. Klobukowski réussit à s’imposer durant trois ans dans ce poste compliqué où il faut à tout instant adapter, en évitant d'être désavoué, la politique qu’un gouvernement définit à des milliers de kilomètres sans en connaître toujours les déterminations locales, ni même les enjeux pratiques.
La chute de Clemenceau est aussi celle de Klobukowski qui quitte l’Indochine pour rejoindre en 1911 un poste tout aussi prestigieux, l’ambassade de France en Belgique. Cette période se révèle difficile pour le nouveau ministre plénipotentiaire dont le profil laïque et franc-maçon presqu’affiché déplait beaucoup aux milieux dirigeants belges, notamment le roi Albert Ier qui l’estime peu. Pour autant, l’ambassadeur de France, que certains observateurs voient comme « intelligent et actif », réussit à gérer correctement les journées dramatiques de l’invasion allemande qui plongent en août 1914 le royaume belge – a priori neutre – dans la guerre. Cette exceptionnelle situation réclame en effet des informations régulières et fiables comme de promptes réactions de la part du ministre de France.
Son pays envahi, Albert 1er demande l'hospitalité à la France qui l’accorde immédiatement, offrant la ville de Sainte-Adresse, près du Havre, pour accueillir et loger le gouvernement et les ministères en exil tandis que les ambassades, dont celle de la France, accompagnent ce mouvement. Klobukowski s’installe donc à son tour au Havre, assurant le contact officiel entre la Belgique et les autorités françaises jusqu’en mai 1918.
À cette date, Clemenceau qui n’oublie jamais son fidèle « Klobu », nomme celui-ci directeur de l'information et de la Propagande, innovation voulue par le président du conseil et directement rattachée à lui, au moment où la France, avec le retrait de la Russie mais aussi l'accroissement des effectifs des troupes américaines, connait son difficile mais victorieux « dernier quart d’heure ».
Après l’armistice, compte tenu de ses compétences diplomatiques et surtout parce qu'il a suivi de près les discussions qui ont démantelé les empires vaincus, Klobukowski, au titre du traité de Saint Germain signé en 1919 et qui concerne l’Autriche-Hongrie, est mis en 1921, comme représentant de la France, à la disposition de la commission des réparations.
Peu après, ayant pris sa retraite, Klobukowski s’installe à Venoy dans le domaine de Pontagny que Paul Bert avait légué à son épouse. Retrouvant sa région natale, il s'occupe d'affaires locales. Il préside notamment la société scientifique de l’Yonne mais surtout rédige ses "Mémoires de Belgique" qu'il publie en 1928.
Antony Klobukowski meurt le 24 avril 1934 à Paris dans son domicile du 5 rue Davioud.

## Distinctions
- Commandeur de la Légion d'honneur (28 juillet 1911[9])